# Gama (EP)
Gama è il sesto ed ultimo extended play della j-rock band Gazette, pubblicato il 3 agosto del 2005, ma venne riedizionato nel 23 novembre quello stesso anno. La prima stesura dell'album era allegata in un Digipak.

## Tracce
Tutte le canzoni sono state scritte da Ruki e poi composte dai Gazette.
1. Anagra-SE - 1:09
2. Cockroach - 3:57
3. Last Bouquet - 6:37
4. Katherine in the Trunk - 4:43
5. Sugar Pain - 4:25

## Formazione
- Ruki - voce
- Uruha - chitarra
- Aoi - chitarra
- Reita - basso
- Kai - batteria

## Curiosità
- Il video musicale di Cockroach è stato realizzato dopo la pubblicazione dell'album per la collezione di video musicali della Film Bug 1.